# بيترو غيرا (لاعب كرة قدم)
بيترو غيرا (بالإيطالية: Simone Guerra)‏ (30 أغسطس 1989 في إيطاليا - ) هو لاعب كرة قدم إيطالي في مركز الهجوم. لعب مع نادي بياتشينزا ونادي بينيفينتو ونادي سبيزيا ونادي فينيزيا وFC Matera ‏ ونادي فيرتوس إينتيلا ونادي فيرالبيسالو.

## وصلات خارجية
- بيترو غيرا على موقع إي إس بي إن إف سي (الإنجليزية)
- بيترو غيرا على موقع قاعدة بيانات كرة القدم.إي يو (الإنجليزية)
- بيترو غيرا على موقع Soccerway.com (الإنجليزية)
- بيترو غيرا على موقع عالم كرة القدم.نت (الإنجليزية)